# Sălașuri
Sălașuri (węg. Székelyszállás) – wieś w Rumunii, w okręgu Marusza, w gminie Vețca. W 2011 roku liczyła 138 mieszkańców.